# Elasmosoma vigilans
Elasmosoma vigilans är en stekelart som beskrevs av Cockerell 1909. Elasmosoma vigilans ingår i släktet Elasmosoma och familjen bracksteklar. Inga underarter finns listade i Catalogue of Life.